# Arahidonska kislina
Arahidonska kislina je omega-6 maščobna kislina s kemijsko formulo C20H32O2. V literaturi nahajamo tudi ime 20:4(n-6). Ime po IUPAC-u je (Z,Z,Z,Z)-5,8,11,14-eikozatetraenojska kislina. Ima molekulsko maso 304,5. 
Arahidonska kislina je karboksilna kislina z dvajsetimi ogljikovimi atomi v verigi ter štirimi dvojnimi vezmi, ki so vse usmerjene cis. 
Zaradi več dvojnih vezi je polinenasičena kislina. Prisotna je v fosfolipidih (predvsem v fosfatidietanolaminih, fosfatidilholinih in fosfatidilinozitidih), ki tvorijo celične membrane. Veliko je je zlasti v možganih. 
Arahidonska kislina je prekurzor v sintezi eikozanoidov: prostaglandinov, tromboksanov, prostaciklinov in levkotrienov. Pri tem sodelujejo različni encimi: ciklooksigenaze, lipoksigenaze in peroksidaze. Vse te reakcije imenujemo s skupnim izrazom kaskadne reakcije arahidonske kisline. 
Arahidonska kislina se iz molekule fosfolipida sprosti s pomočjo encima fosfolipaze A2. Prisotna je tudi kot sekundarni obveščevalec v procesu kemične signalizacije.
Sodi med esencialne maščobne kisline. Številni sesalci nimajo zmožnosti pretvorbe linolne kisline v arahidonsko in jo morajo zato nujno dobivati s hrano. Ker je le malo arahidonske kisline prisotne v rastlinah, so te živali praviloma mesojede (primer je mačka).